# Shivpuri
Shivpuri ist eine etwa 180.000 Einwohner zählende Stadt und der Hauptort des gleichnamigen Distrikts (Hindi: जिला jilā) im indischen Bundesstaat Madhya Pradesh.

## Lage
Der Distrikt von Shivpuri grenzt im Westen an Rajasthan und im Osten an Uttar Pradesh. Im Nordwesten befindet sich der Distrikt Sheopur, im Norden der Distrikt Gwalior, im Nordosten der Distrikt Datia, im Süden der Distrikt Ashok Nagar und im Südwesten der Distrikt Guna. Die Großstädte Gwalior und Jhansi liegen etwa 120 km nordöstlich bzw. etwa 100 km östlich.

## Bevölkerung
Wie bei Volkszählungen in Indien üblich, übersteigt der männliche Bevölkerungsanteil den weiblichen um etwa 15 %. Man spricht zumeist Hindi.

## Wirtschaft
Der Großteil der Menschen (über 80 %) lebt und arbeitet auf dem Lande; in den Städten konzentrieren sich Handel, Handwerk und Dienstleistungen aller Art.

## Geschichte
Shivpuri hat weder als Stadt noch als Distrikt in der indischen Geschichte eine bedeutende Rolle gespielt. Die erste Erwähnung der Stadt findet sich in der Mogulzeit (1564); von 1804 bis 1817 herrschte die in Gwalior residierende Scindia-Dynastie. Die Briten machten aus dem in einer waldreichen Umgebung liegenden Ort eine Hill Station, in die sie sich während der heißen Sommermonate zurückzogen.

## Sehenswürdigkeiten
- Der in den 1970er Jahren erbaute Mahua-Shiva-Tempel ist von einer langgestreckten Mauer umgeben, die einen Innenhof einfasst.
- In einem Park erhebt sich ein sehenswerter Memorialbau (chhatri) des letzten Scindia-Maharajas.
- Der mit roter Farbe gestrichene Madhav Vilas Palace war die Sommerresidenz der Scindia-Maharajas.
- Im 354 km² großen Madhav-Nationalpark lebt eine Fülle von Vogel- und Säugetierarten; der Park war einst das bevorzugte Jagdgebiet der in Delhi oder in Agra residierenden Mogul-Herrscher sowie der Scindia-Maharajas von Gwalior.
- Ein burgartiger Bau wurde auf dem höchsten Punkt des Parks speziell für den Jagdbesuch König Georgs V. im Jahr 1911 errichtet.